# Berliner Symphoniker
Berliner Symphoniker (Simfònica de Berlín) és una orquestra simfònica de Berlín, Alemanya. L'orquestra va començar la seva activitat interpretativa l'1 de setembre de 1967 com a Symphonisches Orchester Berlin. El 1990 va passar a anomenar-se Berliner Symphoniker. El seu director titular des de 1997 ha estat Lior Shambadal.
No s'ha de confondre l'orquestra amb l'anterior Berliner Symphoniker de Berlín Oriental, fundada el 1950 i abandonada als anys 80, ni amb la Berliner Sinfonie-Orchester, també a l'antiga Berlín Oriental, que el 2006 va ser rebatejada com a Konzerthausorchester Berlin.

## Història
Del 1967 al 1990 l'orquestra va ser coneguda com a Symphonisches Orchester Berlin (SOB) i es va originar amb la fusió de dues orquestres independents, la Berliner Symphonisches Orchester (fundada el 1949) i la Deutsches Symphonieorchester.
El Symphonisches Orchester de Berlín solia realitzar uns 60 concerts a l'any a Berlín i en altres llocs. El seu primer director titular va ser Carl August Bünte, que va ocupar el càrrec fins al 1973; Alguns dels seus successors van ser Theodore Bloomfield, Daniel Nazareth i Alun Francis.

### Gires de concerts notables
- 1996: Brasil
- 1998–2000: EUA, Egipte, Regne Unit, Espanya, Suïssa, Itàlia
- 2001: Itàlia, Regne Unit, Amèrica del Sud
- 2002: Japó
- 2004: Japó, Hongria, República Txeca, Frankfurt am Main
- 2005: Corea del Sud, Xina, Suïssa, Itàlia, Grècia
- 2006: Espanya, Suïssa
- 2007: Argentina (Buenos Aires; Festival Internacional Ushuaia), Itàlia, Japó, Xina
- 2008: Festival de Mallorca, Japó, Xina

## Directors musicals
- 1967–1973: Carl August Bünte
- 1975–1982: Theodore Bloomfield
- 1982–1985: Daniel Natzaret
- 1989–1996: Alun Francis
- 1997–2019: Lior Shambadal